# Пельхов
Пельхов (нім. Pölchow) — громада в Німеччині, розташована в землі Мекленбург-Передня Померанія. Входить до складу району Росток. Складова частина об'єднання громад Варнов-Вест.
Площа — 12,74 км2. Населення становить 937 ос. (станом на 31 грудня 2020).